# チャーリー・コックス (レーサー)
チャーリー・コックス (Charlie Cox､1958年6月10日ｰ)は、オーストラリアのレーシングドライバー及びモータースポーツの解説者である。シドニー近郊のギミアー出身。

## 経歴
イギリスのナショナルサルーンカップにフォード・エスコートで参戦。1995年からはイギリスツーリングカー選手権(BTCC)に参戦を開始した。
チャーリーはインディペンデント(プライベーター)として参戦。フォード・モンデオをドライブしてブランズ・ハッチでのレースでは5位に入賞を果たしておりクラス優勝を達成した。しかし、次のスラクストン大会で横転して何度も回転する大クラッシュに見舞わて負傷。シリーズ後半から再び新しいモンデオで参戦を開始したが、このクラッシュの影響でシーズン途中の多くのレースを欠場することになった。
1997年からはこれまでBTCCの解説者として活躍してきた、マレー・ウォーカーと共にBTCCの解説者として活躍するようになり、ウォーカーに代わってチャーリーと共に解説者となった元F1ドライバーのジョン・ワトソンと共に2001年まで活躍した。その後はロードレース世界選手権の解説者として活躍している。またトップ・ギア・オーストラリアにも出演していた。

### イギリスツーリングカー選手権
| 年     | チーム                           | 使用車両                | 1        | 2         | 3       | 4        | 5        | 6         | 7     | 8     | 9     | 10    | 11    | 12    | 13    | 14    | 15  | 16    | 17    | 18       | 19       | 20        | 21       | 22        | 23        | 24        | 25       | 順位 | ポイント |
| ------ | -------------------------------- | ----------------------- | -------- | --------- | ------- | -------- | -------- | --------- | ----- | ----- | ----- | ----- | ----- | ----- | ----- | ----- | --- | ----- | ----- | -------- | -------- | --------- | -------- | --------- | --------- | --------- | -------- | ---- | -------- |
| 1995年 | トーマス・フォード・ディーラーズ | フォード・モンデオ ギア | DON 1 18 | DON 2 Ret | BRH 1 5 | BRH 2 15 | THR 1 13 | THR 2 DNS | SIL 1 | SIL 2 | OUL 1 | OUL 2 | BRH 1 | BRH 2 | DON 1 | DON 2 | SIL | KNO 1 | KNO 2 | BRH 1 21 | BRH 2 15 | SNE 1 Ret | SNE 2 16 | OUL 1 Ret | OUL 2 DNS | SIL 1 Ret | SIL 2 14 | 23位 | 8        |